# Бохумил Немечек
Бохумил Немечек (на чешки: Bohumil Němeček) е чехословашки боксьор, олимпийски шампион през 1960 година.

## Биография
Той е роден на 2 януари 1938 година в Табор, Чехия. Като юноша започва да тренира хокей на лед, а от 1955 година – бокс.
Включен е в националния отбор по бокс на Чехословакия и през 1960 година на Олимпийските игри в Рим печели златен медал в категория до 64 kg. На Европейското първенство в Москва през 1963 година печели бронзов медал, а на това през 1967 година в Рим се състезава в категория до 67 kg и става първи.
На следващата 1968 година прекратява състезателната си кариера, след което работи като треньор в Усти над Лабем. Поради влошеното му здравословно състояние му е отпусната инвалидна пенсия.
Немечек умира в Усти над Лабем на 2 май 2010 година.